# Broderie

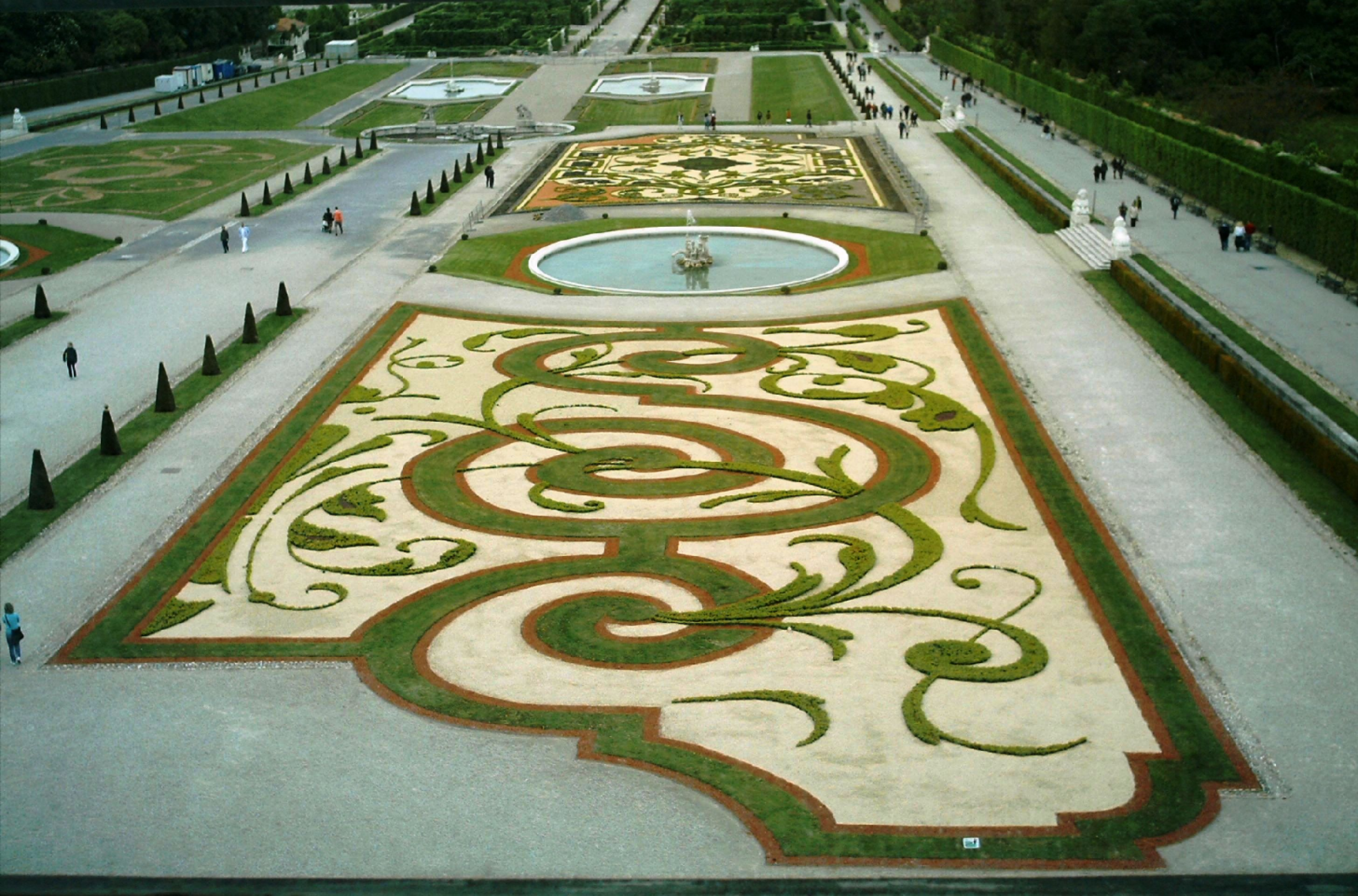
Broderie, Belvedere, Vídeň.

Broderie je název pro ornamentální výzdobu zahrady s geometricky pravidelnými vzory, obvykle jde o kombinaci výsadby dokonale střiženého velmi nízkého zimostrázu a ploch barevných štěrků, mušliček, sazí a písků. Nachází se obvykle v blízkosti budovy jako část parteru. Je typickým znakem zahradní architektury francouzské zahrady a používána je v sadovnické tvorbě od 17. století.
Název broderie pochází z francouzštiny. V některých evropských zemích mimo Česka je pro broderie v parcích používán ve stejném významu název broderiový parter – parterre de broderie. V Česku je také rozšířený název brodérie, někdy však používaný i pro jakékoliv symetrické výsadby okrasných záhonů.

## Historie
Někdy kolem roku 1595 Claude Mollet představil vzorované květinové partery v královské zahradě v zámku Saint-Germain-en-Laye a Fontainebleau. Plně rozvinutý  parterre de broderie se objevuje poprvé u Alexandre Franciniho při návrhu úprav výsadby ve Fontainebleau a Saint-Germain-en-Laye v roce 1614.
Broderie byly široce používány zahradními architekty jako André Le Nôtre a Alexandre-Jean-Baptiste Le Blond. Příklady brodérií lze nalézt v Hampton Court v Anglii a ve Versailles ve Francii, ale i v Belvedere ve Vídni, kde byla zahrada vytvořena žákem Le Nôtreho, Dominikem Girardem. Broderie vyšla z módy v 18. století s nástupem módy anglického parku.

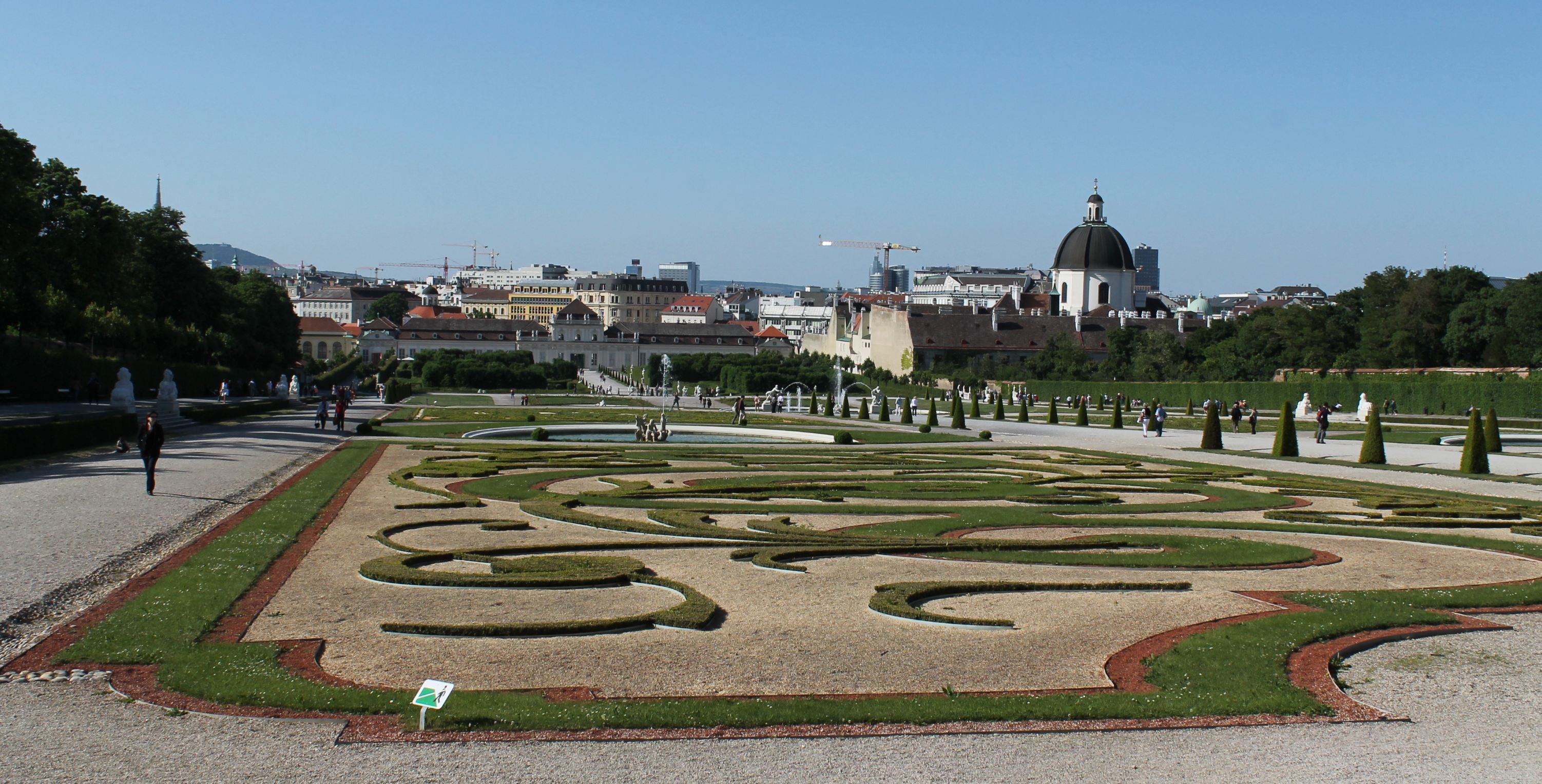
Broderie u paláce Belvedere, Vídeň.
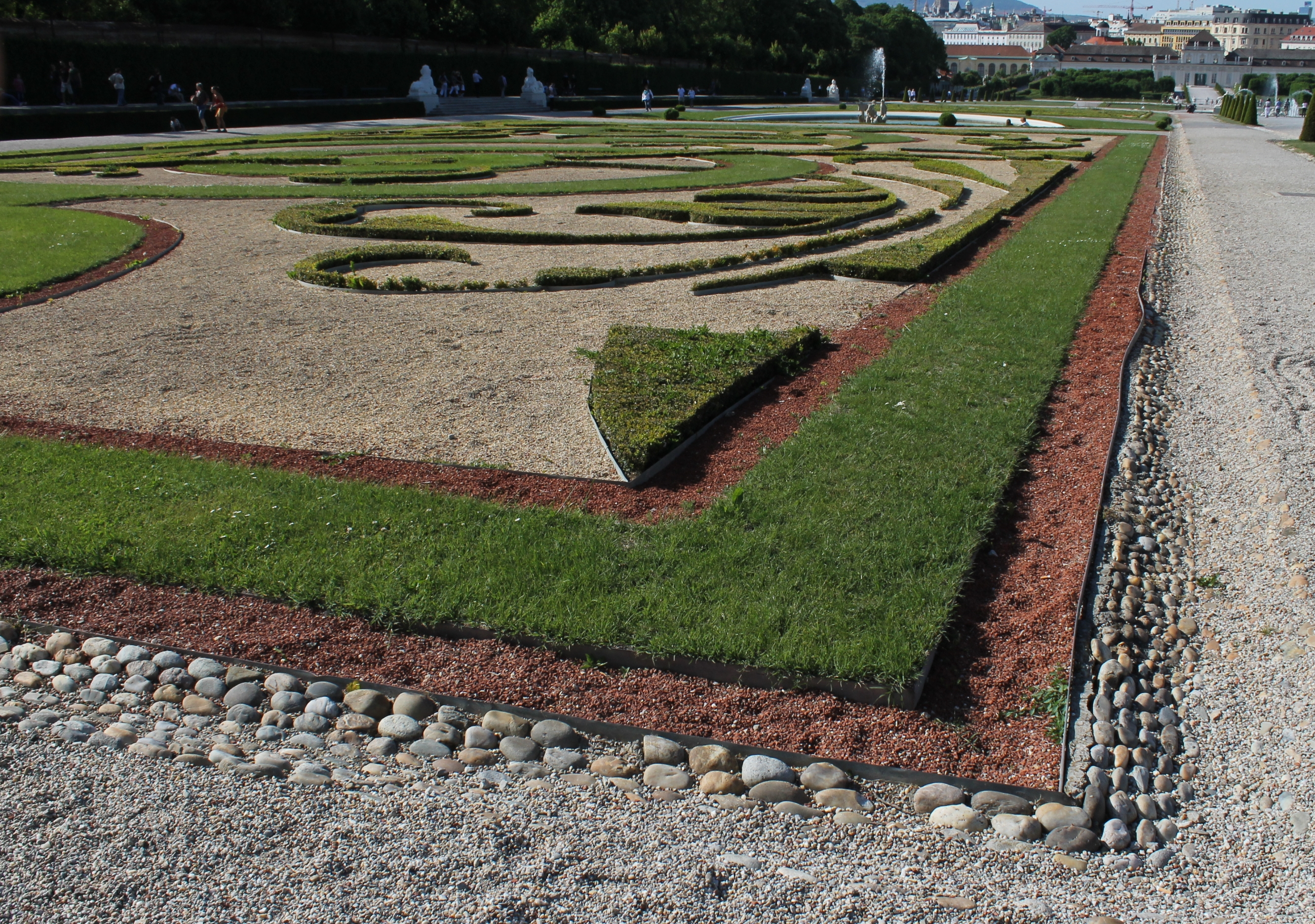
Broderie u paláce Belvedere, Vídeň.
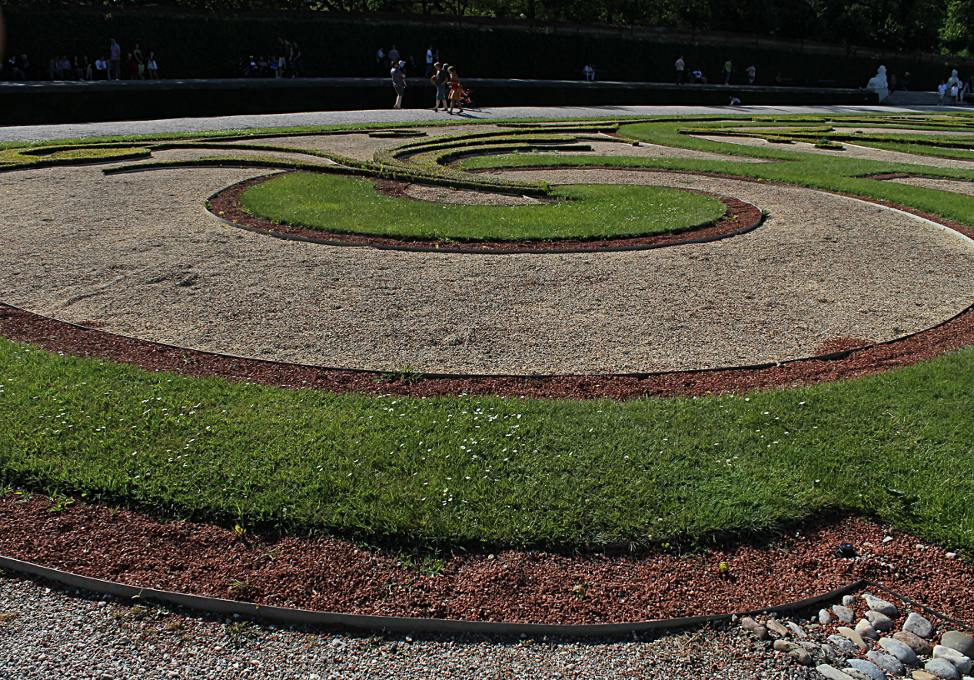
Broderie u paláce Belvedere, Vídeň.
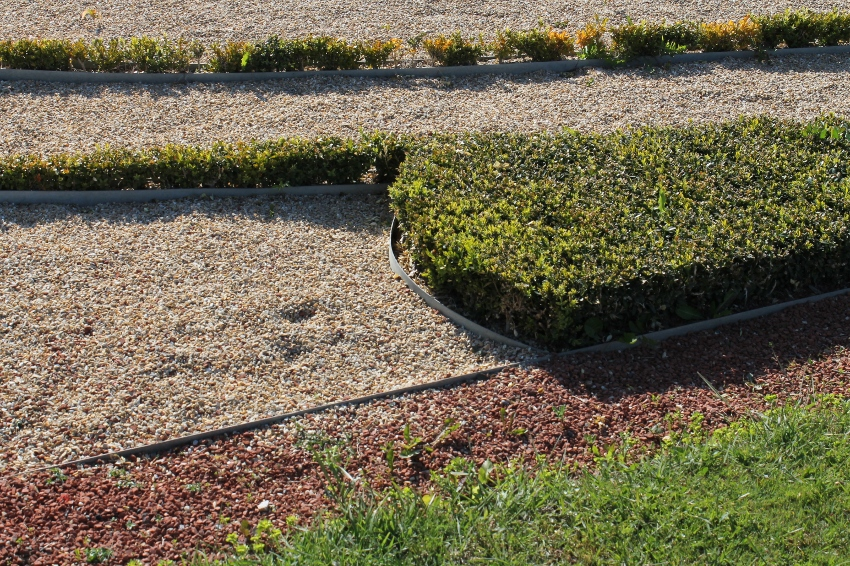
Detail broderie.